# Ara Pacis
L'Ara Pacis Augustae ('altar de la Pau d'August') és un monument commemoratiu de l'època de l'Imperi Romà. Es troba a Roma i va ser construït entre el 13 i el 9 aC per decisió del senat romà, en acció de gràcies pel retorn de l'emperador August després de les seves victorioses campanyes a Hispània i Gàl·lia, i la pau que aquest havia imposat. Està dedicat a la dea de la Pau i aixecat a Roma, al Camp de Mart, on cada any s'havien de sacrificar un moltó i dos bous. El material utilitzat és marbre de Carrara; té una planta rectangular amb unes dimensions d'11 x 10 x 4,60 metres i no està cobert. Presenta dues portes: una de frontal per al sacerdot oficiant, precedida d'una escalinata, i una altra de posterior per als animals a sacrificar; aquestes portes estaven orientades originàriament a l'est i l'oest. Al seu interior, el centre està ocupat per l'ara pròpiament dita, que s'assenta sobre un pedestal escalonat.
El més destacat és la decoració escultòrica que recobreix l'edifici. A l'interior, el fris està ocupat per garlandes i bucranis. A l'exterior, els sòcols es recobreixen de roleus d'acant. Els frisos exteriors tenen diferent decoració segons la seva ubicació: flanquejant les portes quatre al·legories, i en els murs laterals dues processons.
Les al·legories estan relacionades amb la mítica fundació de Roma. Dels quatre originals, només dos s'han conservat gairebé complets; un d'aquests representa Enees i l'altre (el millor conservat) la Terra, com una dona amb dos nens, flanquejada pels genis fertilitzants de l'Aire sobre un cigne i de l'Aigua sobre un monstre marí; tot això acompanyat de fruits i animals que fan al·lusió a la prosperitat proporcionada per la pau d'August.
La processó dels frisos laterals representa August, la seva família, amics, magistrats i senadors, component un magnífic conjunt de retrats que, però, deixa entreveure una forta influència de les Panatenees del Partenó, si bé els personatges caminen en dues files amb més ordre i disciplina que en el temple àtic. Es combinen alts relleus amb mig i baixos relleus, que contribueixen a crear sensació de profunditat.
Ens trobem, doncs, davant una obra que combina els elements d'origen grec i hel·lenístic (la influència de Fídies, les al·legories i elements decoratius hel·lenístics), amb el realisme i la sobrietat característics de la tradició romana del retrat, representant per la seva qualitat el punt més alt mai assolit en l'art dels relleus.
Després de segles d'abandonament, el monument es va reduir a ruïnes i les seves restes van ser reutilitzades per a consolidar del palau d'Humbert I. El 1903, es van realitzar les primeres excavacions sistemàtiques, completades entre 1937 i 1938, amb la reconstrucció de l'edifici durant els anys del govern feixista a Itàlia.
Un dels pilars de la política interior de Mussolini va ser la recuperació del llegat romà; es va apropiar dels símbols imperials com a vehicle de reafirmació nacional, i va assimilar la imatge d'un líder fort i absolut com l'emperador romà a la seva pròpia posició com a cap únic de tots els italians. Durant el període feixista per ell comandat, es va fer un ingent esforç de recuperació de restes arqueològiques, la major part de les vegades amb poc d'encert científic.
En data recent, el monument va ser recobert per un edifici de línies minimalistes dissenyat per Richard Meier, per protegir-lo de la contaminació atmosfèrica que pateix Roma. El nou conjunt inclou sales subterrànies per a exposicions temporals. La novetat d'un edifici tan modern en un entorn històric ha suscitat crítiques, i fonts de l'entorn del president Silvio Berlusconi han suggerit que l'edifici de Meier podria ser desmuntat.